# Paraeuops insularis
Paraeuops insularis es una especie de coleóptero de la familia Attelabidae.

## Distribución geográfica
Habita en Maluku, Aru, Kei (Indonesia).